# Joseph Aloysius Durick
Joseph Aloysius Durick (* 13. Oktober 1914 in Dayton, Tennessee, USA; † 26. Juni 1994 in Bessemer, Alabama) war Bischof von Nashville.

## Leben
Joseph Aloysius Durick empfing am 23. Mai 1940 das Sakrament der Priesterweihe.
Am 30. Dezember 1954 ernannte ihn Papst Pius XII. zum Titularbischof von Cerbali und bestellte ihn zum Weihbischof in Mobile-Birmingham. Der Bischof von Mobile-Birmingham, Thomas Joseph Toolen, spendete ihm am 24. März 1955 die Bischofsweihe; Mitkonsekratoren waren der Bischof von Saint Augustine, Joseph Patrick Hurley, und der Bischof von Natchez, Richard Oliver Gerow. Am 2. Dezember 1963 ernannte ihn Papst Paul VI. zum Koadjutorbischof von Nashville. Die Amtseinführung erfolgte am 3. März 1964. Am 4. September 1969 wurde Joseph Aloysius Durick in Nachfolge des zurückgetretenen William Lawrence Adrian Bischof von Nashville.
Am 2. April 1975 trat Joseph Aloysius Durick als Bischof von Nashville zurück.
Joseph Aloysius Durick nahm an der ersten, dritten und vierten Sitzungsperiode des Zweiten Vatikanischen Konzils teil.